# Raquel Revuelta
Raquel Revuelta Planas (* 14. November 1925 in Havanna; † 24. Januar 2004 ebenda) war eine kubanische Schauspielerin. Sie entstammte einer Schauspielerfamilie; ihre Mutter war Silvia Planas und ihr Bruder Vicente Revuelta.
Während ihrer 60-jährigen Schaffenszeit war sie sowohl in Theateraufführungen als auch in Kinofilmen zu sehen. Im Jahr 1941 begründete sie das "Teatro Popular". Von 1958 bis kurz vor ihrem Tod leitete sie eine Gruppe von Theaterstudenten. Außerdem war sie Professorin am Instituto Superior de Arte in Havanna. Von diesem Institut erhielt sie 1985 auch den Ehrendoktor für Künste.

## Filmografie
- 1950: Siete muertes a plazo fijo
- 1954: Morir para vivir
- 1955: Rosa blanca, La
- 1955: Fuerza de los humildes
- 1957: Y si ella volviera
- 1963: Cuba baila
- 1964: Soy Cuba
- 1966: El Huésped
- 1968: Lucia (Lucía)
- 1972: Un Día de noviembre
- 1979: Jene lange Nacht (Aquella larga noche …)
- 1982: Cecilia
- 1985: Der Karrierist (Un Hombre de éxito)